# Fsn (aplicación)
fsn (File System Navigator o Navegador de Sistemas de Ficheros) pronunciado como "fusion" es una aplicación experimental para la visualización de sistemas de archivos en 3D, desarrollado por SGI para sistemas IRIX.
A pesar de que no fue desarrollado como un sistema de ficheros plenamente funcional, obtuvo una gran fama al aparecer en la película Parque Jurásico en 1993. En una escena de la película el personaje Lex, encarnada por Ariana Richards, encuentra un ordenador mostrando la interfaz. Ella exclama "es UNIX, ¡lo conozco!", entonces descubre el código de seguridad y el sistema para bloquear las puertas.